# Sélénite (ion)
Pour les articles homonymes, voir Sélénite.
L'ion sélénite est un anion de formule chimique SeO32−. En solution faiblement acide, il donne l'ion hydrogénosélénite HSeO3− et l'acide sélénieux H2SeO3 en solution très acide. Par extension, un sélénite est un composé chimique qui contient cet anion.
L'ion sélénite est analogue de l'ion sulfite SO32− et peut interférer avec le métabolisme du soufre dans les cellules vivantes, d'où une relative toxicité.

Structure de l'ion sélénite
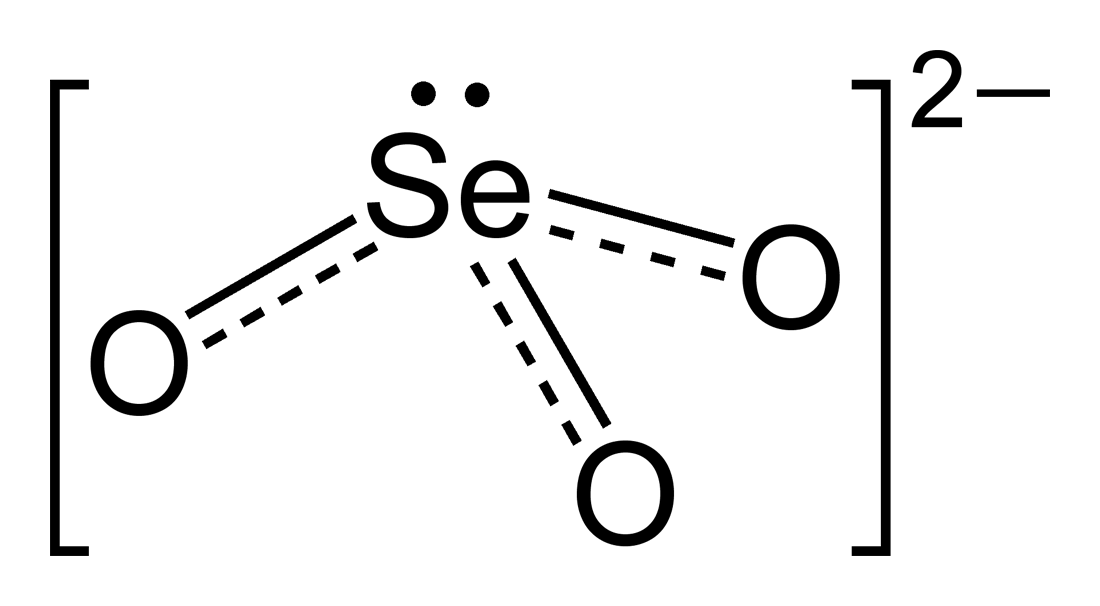
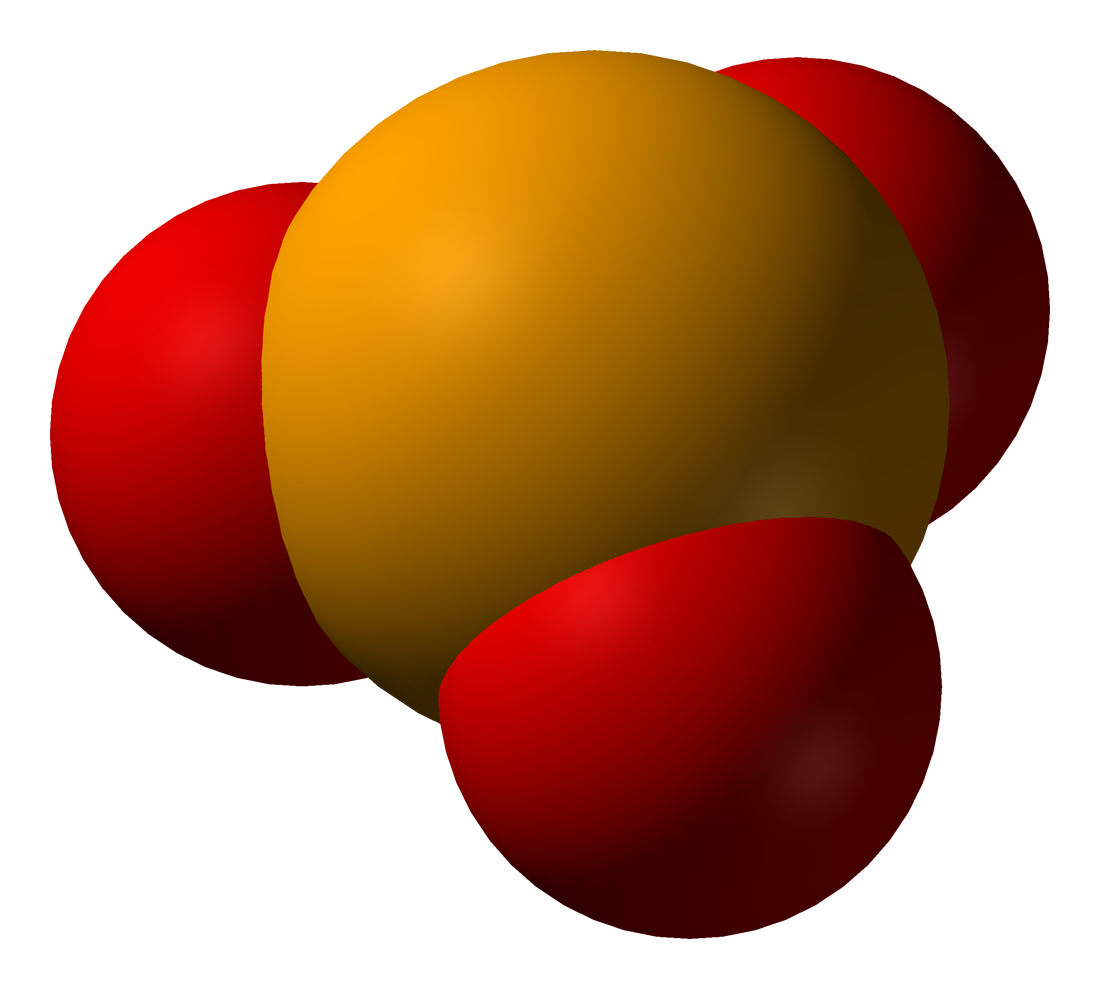